# Pseudalcis
Pseudalcis là một chi bướm đêm trong họ Geometridae được Warren mô tả vào năm 1897.

## Các loài
- Pseudalcis albata Warren Java, Sumatra
- Pseudalcis renaria Guenée northern India, Myanmar, Thailand
- Pseudalcis catoriata Warren, 1897 Borneo
- Pseudalcis cinerascens Warren, 1897 Borneo
- Pseudalcis trispinaria (Walker, 1860) Thailand